# GECOS-Feld
Das GECOS-Feld (engl. gecos field) ist ein Feld in Datensätzen der Datei /etc/passwd unter Unix und unixoiden Betriebssystemen, in dem normalerweise Zusatzinformationen wie der bürgerliche Name und andere Kontaktdaten des Benutzerkonto-Inhabers gespeichert werden.

## Herkunft
GECOS steht für General Electric Comprehensive Operating System. Einige der frühen Unix-Systeme in den Bell Labs benutzten GECOS-Maschinen für Drucker-Spooler und andere Dienste, weshalb dieses Feld eingeführt wurde, um Angaben über die GECOS-Identität eines Anwenders weiterzugeben.

## Format
Das GECOS-Feld hat bei der normalen Passwort-Authentifizierung keine Funktion und kann im Prinzip beliebigen Text enthalten. Im Laufe der Zeit hat sich jedoch eine Format-Konvention etabliert, auf die sich einige, meist historische Programme wie finger(1) verlassen. Dabei enthält das GECOS-Feld normalerweise eine kommaseparierte Liste mit folgenden Inhalten:
1. Der volle Name des Anwenders oder, falls es sich um den Account eines Programmes handelt, der Anwendungs- bzw. Programmname;
2. die Gebäude- und Raumnummer oder eine Kontaktperson;
3. die Bürotelefonnummer;
4. Weitere Kontaktdaten wie eine Pager-, Faxnummer oder ähnliches.

In den meisten UNIX-Systemen kann ein normaler Anwender diese Angaben für seinen Account über den Kommandozeilenbefehl chfn ändern.

## Datenschutz
Da die Datei /etc/passwd normalerweise von allen Benutzern eines Unix- oder Linux-Systems gelesen werden kann, wird heutzutage gerne auf das Ausfüllen des GECOS-Feldes verzichtet.